# Goldbach (Jagst, Dörzbach)
Der Goldbach ist ein maximal etwas über 5 km langer Bach im nördlichen Baden-Württemberg, der in Dörzbach im Hohenlohekreis von rechts und Nordosten in den kurzen Mühlkanal der Ölmühle neben der Jagst mündet.
Die Jagst hat zuvor am Oberlauf bei Stimpfach noch einen weiteren, dort linken Zufluss Goldbach.

## Geographie

### Verlauf
Der Goldbach entsteht in einem Feld neben der Bundesstraße 19 zwischen den Dörfern Stuppach und Rengershausen in den Bildäckern zwischen den Waldstücken Heiligenholz im Nordwesten und Salztröge im Südosten auf etwa 377 m ü. NHN. Von hier an fließt der anfangs wie seine oberen Zuläufe unbeständig wasserführende Bach über den längeren Teil seines Laufes südwestlich. Nach weniger als 300 Metern wechselt er unter der Bundesstraße hindurch, die ihm im Tal bis zur Mündung folgt, auf deren rechte Seite und läuft ab hier meist neben Wiesen. Nach etwa 800 Metern setzt am Ufer ein begleitendes Gehölz ein.
Nach etwa einem Drittel des Laufs tritt er in das sich neben Bach und Bundesstraße langziehende Rengershausen ein. Dem Ende des Dorfes zu fließt aus dem Südosten der 0,6 km lange, nun beständige Uhlbach zu, der wenig zuvor innerörtlich noch den sehr kurzen Graben Kirchlesbrunnen aufgenommen hat. Unterhalb der Ortsgrenze mündet von rechts an einer alten Mühle ein ehedem etwa 0,7 km langer Mühlkanal, der etwa gegenüber dem Zulauf des Uhlbachs abging und nur in Teilen erhalten ist.
Weniger als 400 Meter unterhalb der Mühle wechselt er über die Kreisgrenze aufs Gebiet der Gemeinde Dörzbach und läuft nun in über 80 Meter eingetieftem Tal zwischen den bewaldeten Hängen Büttelsberg links und Oberes Holz rechts immer südlicher. Unter der Waldgrenze liegen rechts am offenen Unterhang zwei kleine Naturschutzgebiete. Nach zuletzt stark mäandrierendem Lauf tritt er ins Weichbild von Dörzbach ein.
In diesem Dorf mündet der Goldbach von rechts und zuletzt Norden auf knapp 235,8 m ü. NHN nahe dem Haus Klepsauer Straße Nr. 11 in den rechts der Jagst laufenden Mühlkanal der Ölmühle, der einen Viertelkilometer abwärts in den Fluss zurückläuft. Der 5,4 km lange Goldbach hat ein Gesamtgefälle von etwa 141 Höhenmeter und damit ein mittleres Sohlgefälle von etwa 26 ‰.

### Einzugsgebiet
Der Goldbach entwässert eine Fläche von 7,6 km² Größe, die größtenteils dem Teilraum Mittlere Kocher-Jagst-Ebenen des Naturraums Kocher-Jagst-Ebenen angehört, mit einem sehr kleinen mündungsnahen Teil auch dem Teilraum Unteres Jagsttal.
Fast im ganzen Einzugsgebiet stehen Schichten des Muschelkalks an. Der Goldbach entspringt im Oberen Muschelkalk, erreicht ungefähr am Zulauf des Bachs aus den Wolfsäckern den Mittleren und in Rengershausen den Unteren Muschelkalk, aus dem er am Eintritt in die Talaue der Jagst in Dörzbach in das den Fluss begleitende Band aus quartärem Hochwassersediment übertritt. Auf der Kuppe des Stockerbildes liegt über dem Muschelkalk noch eine Insel von Lettenkeuper (Erfurt-Formation), der höchsten Schicht aus triassischer Ablagerung.
Dort liegt auch der mit 431,4 m ü. NHN höchste Punkt des Einzugsgebietes an dessen Nordostecke. Im Verlauf der von dort aus südwestlich zur Mündung ziehenden linksseitigen Wasserscheide liegt jenseits erst das Einzugsgebiet des Steinbachs an, der über den Rißbach in die aufwärtige Jagst entwässert, näher an der Mündung dann dasjenige des kurz vor dem Dörzbach in die Jagst mündenden Kiesgrabens. Hinter fast der gesamten rechtsseitigen Wasserscheide im Nordwesten von der Mündung aufwärts zieht der Laibach zur Jagst etwas unterhalb des Goldbachs bei Klepsau. Die hydrologisch bedeutendste Wasserscheide verläuft aber im Norden des Einzugsgebietes vor einem unbeständigen Oberlaufgraben zu einem oft trockenen Oberlauf des merklich bedeutenderen Erlenbachs, der sich sehr viel weiter abwärts ebenfalls in die Jagst ergießt.
Das Einzugsgebiet steht in seinem überwiegend offenen Teil fast vollständig unter Pflug, während der Wald darin sich auf die Kammlagen beschränkt, am Unterlauf aber auch die mittleren bis unteren Hänge einnimmt. Sein größerer oberer Teil gehört zur Stadt Bad Mergentheim im Main-Tauber-Kreis, dort liegt allein das Dorf Rengershausen am Mittellauf, dem bald eine alte Mühle außerhalb der Ortslage folgt; der untere liegt auf dem Gebiet der Gemeinde Dörzbach im Hohenlohekreis, vom namengebenden Dorf liegt ein kleiner Teil im Mündungswinkel. Weitere Siedlungsplätze im Einzugsgebiet gibt es nicht.

### Zuflüsse und Seen
Liste der Zuflüsse und  Seen von der Quelle zur Mündung. Gewässerlänge, Seefläche, Einzugsgebiet und Höhe nach den entsprechenden Layern auf der Onlinekarte der LUBW. Andere Quellen für die Angaben sind vermerkt.
Ursprung des Goldbachs auf etwa 377 m ü. NHN in einem Feld neben der B 19 zwischen den Bad Mergentheimer Dörfern Stuppach und (näher) Rengershausen.
- Triebweggraben, von links und Osten auf etwa 342 m ü. NHN wenig oberhalb der Waldinsel Teufelshecke am Gegenhang, 0,8 km und ca. 0,5 km². Entsteht auf etwa 360 m ü. NHN an einem Feldwegstern zwischen den Wäldern Buchholz und Salztröge. Weggraben.
- Grundäckergraben, von rechts und Nordnordwesten auf etwa 321 m ü. NHN gegenüber der Einmündung der K 2845 in die B 19, 0,5 km und ca. 0,3 km². Entsteht auf etwa 360 m ü. NHN zwischen den Gewannen Vier Gärten und Grundäcker. Fast überall Weggraben.
- (Zufluss aus dem Jörgengründle), von links und Osten auf etwa 318 m ü. NHN wenig nach dem vorigen. Hat einen nur etwa 0,1 km langen, gehölzbegleiteten offenen Lauf, darüber trocken, und ein Einzugsgebiet von ca. 0,8 km². Entsteht in offenem Lauf auf etwa 321 m ü. NHN erst in der Goldbach-Aue. Die von Hachtel kommende K 2845 B 19 stößt durchs Jörgengründle laufend an die B 19 im Goldbachtal.
  -  Im obersten Einzugsgebiet liegt auf etwa 416 m ü. NHN ein Kleinteich in einer Schüssel-Doline am Westhang des bewaldeten Stöckerbilds, unter 0,1 ha.
- (Trockental Schnitzerstal), von rechts und Nordwesten auf etwa 310 m ü. NHN am Ortsanfang von Rengershausen, ca. 0,5 km².
- Schaftriebgraben, von links und Ostsüdosten auf etwa 307 m ü. NHN hinterm Haus Dörzbacher Straße Nr. 10 im beginnenden Rengershausen, 0,6 km und ca. 0,4 km². Entsteht auf etwa 368 m ü. NHN.
- Uhlbach, von links und Ostsüdosten auf etwa 292 m ü. NHN im unteren Rengershausen nahe dem Haus Dörzbacher Straße Nr. 54, 0,6 km und ca. 1,0 km². Entsteht auf etwa 331 m ü. NHN nahe an einem Aussiedlerhof am Uhlbachweg.
  - Kirchlesbrunnen, von rechts und Nordosten auf etwa 393 m ü. NHN kurz vor der Uhlbach-Mündung, ca. 0,1 km[LUBW 8] und unter 0,1 km². Entsteht auf etwa 295 m ü. NHN zwischen der Leonhards-Kirche und dem Goldbach in dessen Aue im Dorf.
- (Mühlkanal), von rechts an der Mühle unterhalb von Rengershausen auf etwa 280 m ü. NHN an der sie erschließenden Brücke von der B 19 her, ca. 0,7 km.[LUBW 8] Geht vorher nach rechts ab auf etwa 292 m ü. NHN ungefähr gegenüber der Uhlbach-Mündung in Rengershausen. Nur teilweise erhalten, der an alten Flurgrenzen erkennbare Verlauf zeigt im Ortsbereich kleine Richtungswechsel und folgt dann als Seitengraben dem Unteren Talweg zur Mühle.

Mündung des Goldbachs von rechts und zuletzt Norden auf knapp 235,8 m ü. NHN in Dörzbach nahe dem Haus Klepsauer Straße Nr. 11. Der Bach ist mitsamt seinem eher unbeständigen Überlauf 5,4 km lang und hat ein Einzugsgebiet von 7,6 km².

## Natur und Schutzgebiete
Ein großer Teil des rechten Talhangs bei Rengershausen gehört zum Landschaftsschutzgebiet Bad Mergentheim, daran an der Kreisgrenze abwärts anschließend der größere Teil des unteren Einzugsgebietes bis zur Ortsgrenze von Dörzbach zum Landschaftsschutzgebiet Jagsttal mit Nebentälern und angrenzenden Gebieten zwischen Kreisgrenze Schwäbisch Hall und Gemeindegrenze Krautheim/Schöntal.
Am offenen unteren rechten Hang des Goldbachstals liegen kurz nach dem Übertritt in das Gemeindegebiet von Dörzbach und damit in den Hohenlohekreis zwei unter Naturschutz stehende Flächen, nämlich das 3,4 ha große Naturschutzgebiet Schild sowie gleich darauf das 3,3 ha große Naturschutzgebiet Hang am Rengerstal. Beides sind extensiv genutzte, heideartige offene Flächen auf Kalkmagerrasen mit mehr oder weniger eingestreuten Büschen und Einzelbäumen, die eine wärmeliebende Pflanzenpopulation tragen, wie dergleichen nördlicher im Tauberland häufiger, hier in Jagstnähe jedoch merklich seltener ist. Teilweise ist frühere Nutzung für den Weinbau nachzuweisen, Steinriegel sind jedoch keine bzw. keine mehr vorhanden. Kurz nach Rengershausen beginnt auch das FFH-Gebiet Jagsttal Dörzbach-Krautheim.
Das 0,2 ha große Naturdenkmal Feuchtgebiet im Waldbereich Königseiche Stöckerbild umgibt den zum oberen Einzugsgebiet des Zuflusses aus dem Jörgengrund erwähnten Kleinteich in einer Schüsseldoline. Auf dem rechten Talmündungssporn Eisenhut über Dörzbach wachsen auf ebenfalls etwa 0,2 ha unter Naturdenkmalschutz stehender Offenlandfläche Orchideen.
Unterhalb des Kleinteichs auf dem Stöckerbild gibt es am Waldhang über dem Jörgengrund zwei weitere kleine Feuchtbiotope im Bereich einer weiteren flachen Doline. Der Goldbach selbst ist von etwas vor Rengershausen bis zur Mündung, ausgenommen die Laufpartien in Rengershausen, wo er auch lange unterirdisch verdolt fließt, sowie in Dörzbach, wo er meist offen läuft, ein recht naturnaher, für diese Muschelkalkregion typischer Bach wechselnder Breite von ein bis vier Metern, der im oberen Bereich oft trocken liegt. Er fällt über kleine Bänke, zeigt teils sandiges Sediment im anderswo felsigen Bett. Am unteren Lauf ist an kleinen Abstürzen Kalksinter angewachsen. Ihn begleitet ein schmaler Auwaldstreifen mit Eschen, Erlen und auch anderen Gehölzarten. Am weithin offenen rechten Hang um Rengershausen gibt es etliche Feldgehölze, von denen einige auf alten Steinriegeln stehen. Kurz vor der Talmündung zum Jagsttal hin gibt es zu den schon erwähnten zwei Naturschutzgebieten weiter aufwärts hinzu weitere Magerrasenflächen an den Hängen.

### LUBW
Amtliche Online-Gewässerkarte mit passendem Ausschnitt und den hier benutzten Layern: Lauf und Einzugsgebiet des Goldbachs

Allgemeiner Einstieg ohne Voreinstellungen und Layer: Daten- und Kartendienst der Landesanstalt für Umwelt Baden-Württemberg (LUBW) (Hinweise)
1. 1 2 3  Höhe nach dem Höhenlinienbild auf dem Hintergrundlayer Topographische Karte.
2. 1 2  Höhe nach blauer Beschriftung auf dem Hintergrundlayer Topographische Karte.
3. 1 2 3  Länge nach dem Layer Gewässernetz (AWGN).
4. 1 2  Einzugsgebiet nach dem Layer Basiseinzugsgebiet (AWGN).
5. ↑  Höhe nach schwarzer Beschriftung auf dem Hintergrundlayer Topographische Karte.
6. ↑  Seefläche nach dem Layer Stehende Gewässer.
7. ↑  Einzugsgebiet abgemessen auf dem Hintergrundlayer Topographische Karte.
8. 1 2  Länge abgemessen auf dem Hintergrundlayer Topographische Karte.
9. ↑  Bachnatur und Schutzgebiete nach den einschlägigen Layern.

### Andere Belege
1. ↑  Wolf-Dieter Sick: Geographische Landesaufnahme: Die naturräumlichen Einheiten auf Blatt 162 Rothenburg o. d. Tauber. Bundesanstalt für Landeskunde, Bad Godesberg 1962. → Online-Karte (PDF; 4,7 MB)
2. ↑  Geologie grob nach: Mapserver des Landesamtes für Geologie, Rohstoffe und Bergbau (LGRB) (Hinweise)